# 路温舒
路溫舒（?—?），西汉人物，巨鹿郡东里（今河北省平乡县西南）人。
少年时牧羊，用泽蒲来学习写字。从监狱小吏，历任狱吏、决曹吏，举孝廉，为山邑丞，复为郡吏，守廷尉史。汉宣帝即位，他上书建议“尚德缓刑”，即著名的路溫舒尚德緩刑書。升任广阳私府长、右扶风丞，迁临淮太守。

## 延伸阅读
[在维基数据编辑]
 在维基文库阅读此作者作品
 《漢書/卷051》，出自班固《漢書》